# Национальный музей Республики Татарстан
Национальный музей Республики Татарстан (тат. Татарстан Республикасы Милли музее) — научно-исследовательское и культурно-образовательное учреждение, ведущий музейный центр Татарстана и один из крупнейших культурно-исторических музеев в Поволжье.

## История
Идея создания в Казани публичного музея возникла в среде преподавателей Казанского университета, имеющем обширные краеведческие и научные коллекции. В конце 1870-х годов профессором Н. П. Загоскиным на заседаниях Общества археологии, истории и этнографии при Императорском Казанском университете (ОАИЭ) поднимался вопрос о создании городского музея.

С начала 1879 года члены Общества стали заниматься подготовкой учреждения в городе Казани публичного музея для наглядного ознакомления с прошедшим и настоящим бытом местного края.— Казанские губернские ведомости. — 21 марта 1879 года.
Однако музей, созданный Обществом, не стал публичным:

Располагаясь в одной небольшой и низкой комнате вместе с библиотекой и архивом, — он представляет собой склад различных археологических и этнографических предметов, скученных в витринах, шкафах и ящиках, не только не доступен в таком виде для публики, но даже и для научных занятий членов Общества.— Отчёт В. М. Флоринского о музее ОАИЭ за 1882 год.
При проведении Казанской ремесленной и сельско-хозяйственной выставки 1886 года, членами организовавшего её Казанского отделения Русского Технического общества на заседании 31 августа 1886 года обсуждался музейный проект А. П. Орлова, директора Казанского реального училища. При участии гласного губернского Земства и Городской думы, члена ОАИЭ, профессора Казанского университета Н. А. Осокина проект Городского педагогического музея был одобрен Городской думой.
Всероссийская научно-промышленная выставка, прошедшая в Казани с 15 (27) мая по 16 (28) сентября 1890 года, значительно окупилась и дала городу ряд уникальных экспонатов. Казанский городской голова С. В. Дьяченко в своей речи на торжественном её закрытии обратился с призывом оказать помощь делу организации городского музея. Горожанам представилась возможность представить музею частные, университетские и общественные собрания исторических древностей.
Новый проект и устав музея написал Р. В. Ризположенский. В мае 1891 года на заседании казанской Городской думы избрали Комиссию по организации музея. Была проведена подписка по сбору денежных средств на устройство музея, которая дала более 5000 рублей. Средства предоставили известные в Казани купцы и промышленники И. И. Алафузов, П. В. Щетинкин, Я. Ф. Шамов, И. В. Александров, М. Т. Атлашкин, В. Е. Соломин, М. С. Королькова и другие. Благодаря крупному дару О. С. Александровой-Гейнс (500 000 рублей серебром, с требованием, чтобы музей располагался на Воскресенской улице) было решено обустроить для музея здание Гостиного двора.
Основу музейной коллекции составило обширное 40-тысячное собрание казанского археолога, историка, коллекционера А. Ф. Лихачёва, переданное городу для будущего музея его братом — вице-адмиралом И. Ф. Лихачёвым в 1891 году.
Устав музея был утверждён в 1894 году, а его торжественное открытие состоялось 5 апреля 1895 года.
На открытии городского музея присутствовали профессора, преподаватели и студенты Казанского университета и ветеринарного института, члены Городской думы, губернатор Казанской губернии П. А. Полторацкий, попечитель Казанского учебного округа В. А. Попов и многие другие чиновники, архимандрит Филарет и другие священники, представители многих городских средних учебных заведений и сами создатели музея.
У истоков формирования первых музейных коллекций также стояли учёные Казанского университета: А. А. Штукенберг, Н. П. Загоскин, П. И. Кротов, Н. Ф. Высоцкий, Н. Ф. Катанов и другие. Активно пополняли фонды музея казанские коллекционеры и меценаты: В. И. Заусайлов, О. С. Александрова-Гейнс, Г. Галеев (Баруди), Д. И. Образцов и другие.
Музей располагался на первом и втором этажах Гостиного двора и первоначально состоял из четырёх отделов: учебного, историко-этнографического, естественно-исторического и Музея имени А. Ф. Лихачёва (для «Музея А. Ф. Лихачёва» было создано особое попечительство, в которое входили городской голова, гласные городской думы и представитель рода Лихачёвых). Директорами отделов стали профессора Казанского университета, а первым председателем Совета музея (директором музея) был избран городской голова С. В. Дьяченко.
За годы существования музея неоднократно менялось его название: в 1894—1912 гг — Казанский городской научно-промышленный музей, в 1912—1918 гг — Казанский городской музей, с 1918 года — Казанский Губернский музей, с 1921 года — Центральный музей АТССР (ТАССР), с 1944 года — Государственный музей ТАССР, с 1982 года — Государственный объединённый музей ТАССР (РТ), с 2001 года — Национальный музей Республики Татарстан.

## Фонды музея
Современные фонды музея насчитывают свыше 960 тыс. единиц хранения, из них 580 085 предметов основного фонда. Они системно охватывают всю краеведческую тематику, представляя ценность для изучения истории народов Поволжья и Приуралья.
Структура фондов:
- Фонд археологии — 246 257 ед.
- Фонд вещественных источников (включая коллекцию фарфора и фаянса) — 12 200 ед.
- Фонд этнографии — 15 000 ед.
- Фонд драгоценных металлов — 4 050 ед.
- Фонд оружия — 915 ед.
- Фонд нумизматики — 109 457 ед.
- Фонд письменных источников — 130 000 ед.
- Фонд архива деятелей татарской культуры — 30 000 ед.
- Фонд редкой книги — 22 000 ед.
- Фонд изобразительных материалов — 73 877 ед.
- Фотофонд — 40 000 ед.
- Фонд негативов — 42 000 ед.
- Фонд естественной истории — более 7 000 ед.

Наиболее ценные (уникальные) коллекции:
- Булгарская коллекция А. Ф. Лихачёва — 3080 ед.
- Коллекция раскопок Ананьинских могильников — 800 ед.
  - Стелы Ново-Мордовского могильника — 3 ед.
- Египетская коллекция — 250 ед.
- Античная коллекция — 420 ед.
- Коллекция золотых монет — 401 ед.
- Коллекция древних свитков XVII века — более 20 ед.
- Коллекция рукописных книг XV—XX веков — 88 ед.
- Восточная нумизматическая коллекция — около 90 000 ед.
- Коллекция мемориальных вещей деятелей татарской литературы — 20 ед.
- Коллекция декоративно-прикладного искусства казанских татар — 3500 ед.
- Мемориальная коллекция Г. Р. Державина — 8 ед.
- Коллекция колибри — 36 ед.
- Коллекция американских воробьиных — 41 ед.
- Коллекция памятников исторической таксидермии — более 150 ед.

## Музейный комплекс
Музей занимает здание бывшего казанского Гостиного двора, которое является памятником архитектуры и истории федерального значения. Его архитектурный облик начал формироваться в начале XIX века, впоследствии здание неоднократно реконструировалось, современный вид сложился после реставрации 1990-х годов.
В настоящее время музей располагает следующими площадями:
- экспозиционно-выставочной — 5206 м²
- временных выставок — 1200 м²
- фондохранилищ — 6015 м²

## Деятельность музея
В музее работают 348 сотрудников, из них 79 научных. Научно-исследовательская деятельность музея осуществляется, главным образом, в области истории, естествознания, этнографии и литературы.
С 1939 года в музее действует Учёный совет. Кроме того, в музее работают научно-методический, экспозиционный советы, Совет объединения и другие структуры, позволяющие координировать различные виды деятельности музея и объединения. Под их эгидой проводятся традиционные научно-практические конференции, чтения, «Краеведческие среды».
В 2001 году Кабинетом Министров РТ была утверждена концепция, согласно которой на базе музея предполагается создание крупного культурно-педагогического центра, который предусматривает объединение деятельности музейных клубов и кружков. Реализуемый проект реконструкции НМ РТ предусматривает создание экспозиции на площади, превышающей 6000 м².
В 2006 году проект «Музыка музея», представленный НМ РТ, стал победителем конкурса «Меняющийся музей в меняющемся мире» в номинации «Музейные исследования».

### Ежегодные музейные мероприятия
- 7 января — «Светлое Воскресение»
- c 8 по 15 февраля — Празднование Масленицы в НМ РТ
- 15 февраля — День подлинника
- 8 марта — Международный женский день в НМ РТ
- c 1 по 5 апреля — Дни дарений в НМ РТ
- 5 апреля — памятная дата открытия музея
- 18 мая — Международный день музеев
- 1 июня — Международный день защиты детей в НМ РТ
- c 2 по 23 июня — Музейное занятие «Сабантуй»
- 30 августа — День Республики Татарстан

## Филиалы музея
В 1981—2005 годах музей являлся головным в музейном объединении, куда входило более 80 музеев республики.
В связи с реформированием, Национальный музей РТ сейчас имеет 10 филиалов и отделов в Казани, а также филиал в Верхнеуслонском и отдел в Камско-Устьинском районах. Кроме того, НМ РТ является крупнейшим научным и методическим центром для филиалов и более 400 общественных музеев республики независимо от их ведомственной принадлежности.
Филиалы НМ РТ:
- Музей Салиха Сайдашева
- Музей А. М. Горького и Ф. И. Шаляпина
- Литературный музей Габдуллы Тукая
- Музей Е. А. Боратынского
- Музей истории татарской литературы с мемориальной квартирой Шарифа Камала
- Музей-мемориал Великой Отечественной войны 1941—1945 годов
- Музей композитора Назиба Жиганова
- Музей Янки Купалы в селе Печищи
- Музей-заповедник «Ленино-Кокушкино»
- Музей Л. Н. Толстого

Структурные подразделения НМ РТ на правах отделов:
- Дом-музей В. И. Ленина
- Музей-квартира Мусы Джалиля
- Музей Каюма Насыри
- Музей А. М. Горького в селе Красновидово

## Директора
- С. В. Дьяченко (1895—1901)
- А. А. Штукенберг (1901—1905)
- Н. П. Загоскин (1905)
- П. И. Кротов (1905—1906)
- Н. Ф. Катанов (1906—1912)
- М. Д. Рузский (1912)
- Г. П. Кириллов (1913)
- Н. Ф. Катанов (1914—1917)
- Б. Ф. Адлер (1918—1922)
- Н. И. Воробьёв (1922—1930)
- М. И. Борисов (1930—1933)
- Е. И. Медведев (1933—1934)
- Л. А. Ахметшин (1934—1935)
- Г. Н. Республиканец (1935—1937)
- Г. Б. Вахламов (1937—1941)
- В. М. Дьяконов (1941—1977)
- Л. Г. Валеева (1978—1987)
- Г. С. Муханов (1987—2006)
- Г. Р. Назипова (2006—2020)
- С. Ю. Измайлова (2020, врио)
- А. Л. Вяткина (2020—н.в.)